# Poltergeist

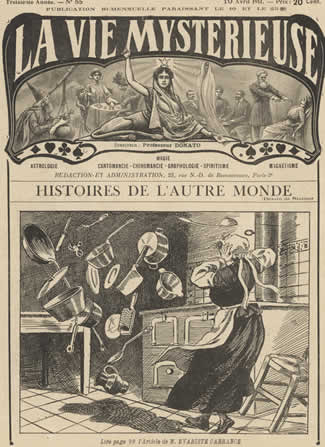
Okładka „La Vie Mystérieuse” numer 55 / 1911

Poltergeist (z niem. „hałaśliwy duch”, od poltern „łomotać, trzaskać” i Geist „duch”) – termin z zakresu tzw. zjawisk paranormalnych, zespół zjawisk polegających na rzekomym generowaniu różnego rodzaju dźwięków – od trzasków i gwizdów do szurania itp., najczęściej niewiadomego pochodzenia (bez możliwości wskazania źródła dźwięku) oraz innych efektów, wśród których można jakoby obserwować samoczynne przesuwanie się lub pojawianie przedmiotów, spadanie, podnoszenie się itp. Zjawiska te mogą występować oddzielnie lub łącznie.
Określa się je czasem dodatkowymi nazwami: aport, asport i innymi. Poltergeisty i ich zachowania można rzekomo zaobserwować między innymi w starych domach, na strychach i w piwnicach.

## Stanowisko naukowe
Środowiska naukowe odrzucają twierdzenia o realności zjawisk poltergeist. Należy zaliczać je do pseudonauki, ponieważ nie istnieją żadne naukowe dowody na istnienie tego typu zjawisk. Uważa się, że są one wynikiem halucynacji lub wyobraźni osób podatnych lub o specyficznej konstrukcji psychicznej.
Opublikowane w 2012 r. studium przypadku opisało wyniki badań EEG u osoby, która doświadczyła tragicznego wypadku samochodowego, po którym zaczęła doświadczać, w swoim poczuciu, nawiedzeń przez poltergeista. Autorzy wiążą te percepcje z anomaliami pracy jej mózgu i sugerują, że tego rodzaju doświadczenia mogą wynikać ze skłonności do ataków padaczki.
W parapsychologii ukuto termin określający zjawisko pojawiania się duchów – RSPK (Recurrent Spontaneous Psychokinesis – powracająca psychokineza spontaniczna).

## Obecność w kulturze masowej
Większą popularność zjawisku poltergeista przyniósł amerykański film z 1982 roku w reżyserii Tobe Hoopera, według scenariusza Stevena Spielberga, pod tytułem Duch (tytuł oryginalny Poltergeist). Motyw poltergeista wykorzystywany bywa w filmach, literaturze, grach komputerowych etc.